# Alexandra Vandernoot
Alexandra Vandernoot (* 19. September 1965 in Brüssel, Belgien) ist eine belgische Schauspielerin.
Bekannt wurde Alexandra durch die Fernsehserie Highlander (1992–1998).
Alexandra Vandernoot lebt in Paris und hat zwei Kinder mit ihrem Lebensgefährten, dem Regisseur Bernard Uzan.

## Filmografie (Auswahl)
- 1986: Die Abenteuer des jungen Don Juan
- 1987: Mascara
- 1988: Die Fälle des Monsieur Cabrol
- 1989: Tote Zeugen reden nicht (Trouble in paradise in the late Eighties)
- 1990: Dilemma
- 1991: Stranger (Fernsehfilm)
- 1992: Wie ein Boot ohne Wasser (Comme un bateau, la mer en moins, Fernsehfilm)
- 1992: Ein Abendessen mit dem Teufel (Le souper)
- 1992–1998: Highlander (Fernsehserie, 28 Folgen)
- 1994: Prêt-à-Porter
- 1994: L'affaire
- 1995: Une petite fille particulière (Fernsehfilm)
- 1996: Jaguar (Le Jaguar)
- 1996: Une fille à papas (Fernsehfilm)
- 1996: Lucky Punch
- 1997: La fille des nuages (Fernsehfilm)
- 1997: Le cri du silence (Fernsehfilm)
- 1997: Une patronne de charme (Fernsehfilm)
- 1998: Dinner für Spinner (Le Dîner de cons)
- 1998: Tod im OP (Peur blanche)
- 1998: Le bal masqué
- 1999: Ein Engel fällt vom Himmel (L'ange tombé du ciel)
- 1999: Le monde à l'envers
- 2000: Charmant garçon
- 2000: Toutes les femmes sont des déesses (Fernsehfilm)
- 2000: La femme de mon mari (Fernsehfilm)
- 2000: Sabotage!
- 2001: Ein Mann sieht rosa (Le Placard)
- 2001: Gangsters
- 2002: Hop
- 2003: The Five Obstructions (De fem benspænd)
- 2003: Le prix de l'honneur (Fernsehfilm)
- 2006: Kronprinz Rudolfs letzte Liebe
- 2006: Jeune Homme
- 2006: Opération Rainbow Warrior
- 2008: Un Vrai Papa Noël (Fernsehfilm)
- 2009: Sans rancune!
- 2009–2013: A tort ou à raison (Fernsehserie, 14 Folgen)
- 2011: Une cible dans le dos (Fernsehfilm)
- 2012: Profiling Paris (Fernsehserie, 1 Folge)
- 2014: Cher trésor
- 2015: Station Horizon (Fernsehserie, 7 Folgen)
- 2016: Innocente (Fernsehserie, 6 Folgen)
- 2017: Le sang des îles d'or
- 2018: Noces rouges (Fernsehserie, 6 Folgen)
- 2019: Meurtres à... (Fernsehserie, 1 Folge)
- 2019: Commissaire Magellan (Fernsehserie, 1 Folge)
- 2020: Crimes parfaits (Fernsehserie, 1 Folge)
- 2021: Mon Ange (Fernsehserie, 4 Folgen)
- 2022: Bellefond (Fernsehfilm)
- 2022: Ici tout commence (Fernsehserie)